# マーナ・ケネディ
マーナ・ケネディ(Merna Kennedy (出生名Maude Kahler; 1908年9月7日–1944年12月20日)は、アメリカ合衆国のサイレント映画後期からトーキーへ移行する時代の女優。

## 経歴
イリノイ州カンカキーにて、ドイツ系アメリカ人で肉屋からカイロプラクターとなった父ジョン・コーラ―と母モード(旧姓リード)のもとに2人きょうだいのうちの1人として生まれた。両親の離婚後、母は子を連れカリフォルニア州に移住し、2年後食料品店員と再婚し、姓をケネディと改めた。第一次世界大戦開戦時、母は7歳のマーナとその兄弟のメルヴィン(愛称マール)をオルフェウム・サーキットやパンテイジズ・シアターなどの劇場で「歌って踊るきょうだい」としてヴォードヴィルの巡業に行かせ、ケネディはリタ・グレイから称賛を得た。マールが足を骨折して2人での活動ができなくなり、グレイはケネディにサイレント映画への出演を勧めた。
ケネディはその短いキャリアの中で、1928年のサイレント映画『サーカス』でチャーリー・チャップリンの相手役として知られた。ケネディとグレイは友人となっており、1924年にチャップリンの2番目の妻となったグレイがチャップリンにケネディの配役を勧めたのである。ケネディは筋肉質な脚を持つダンサーであったため、サーカスの馬乗り役を得ることができた。

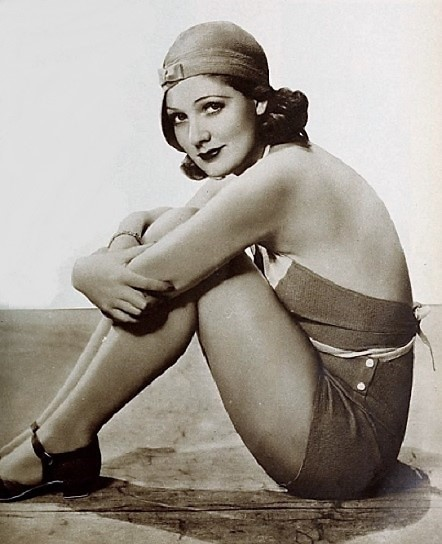
1933年5月

『サーカス』の後も女優業を続け、初期のトーキーにも主演したが、1934年2月10日にハリウッド・メソジスト・チャーチで振付師で監督のバスビー・バークレーと結婚したのを機に引退した。しかしその後1936年に離婚した。

## 死
フォレスト・ブレイトン曹長との再婚から4日後の1944年12月20日、36歳で心臓発作で亡くなった。カリフォルニア州のパインクレスト墓地に埋葬された。

## フィルモグラフィ

### サイレント映画
- 1928 サーカス The Circus

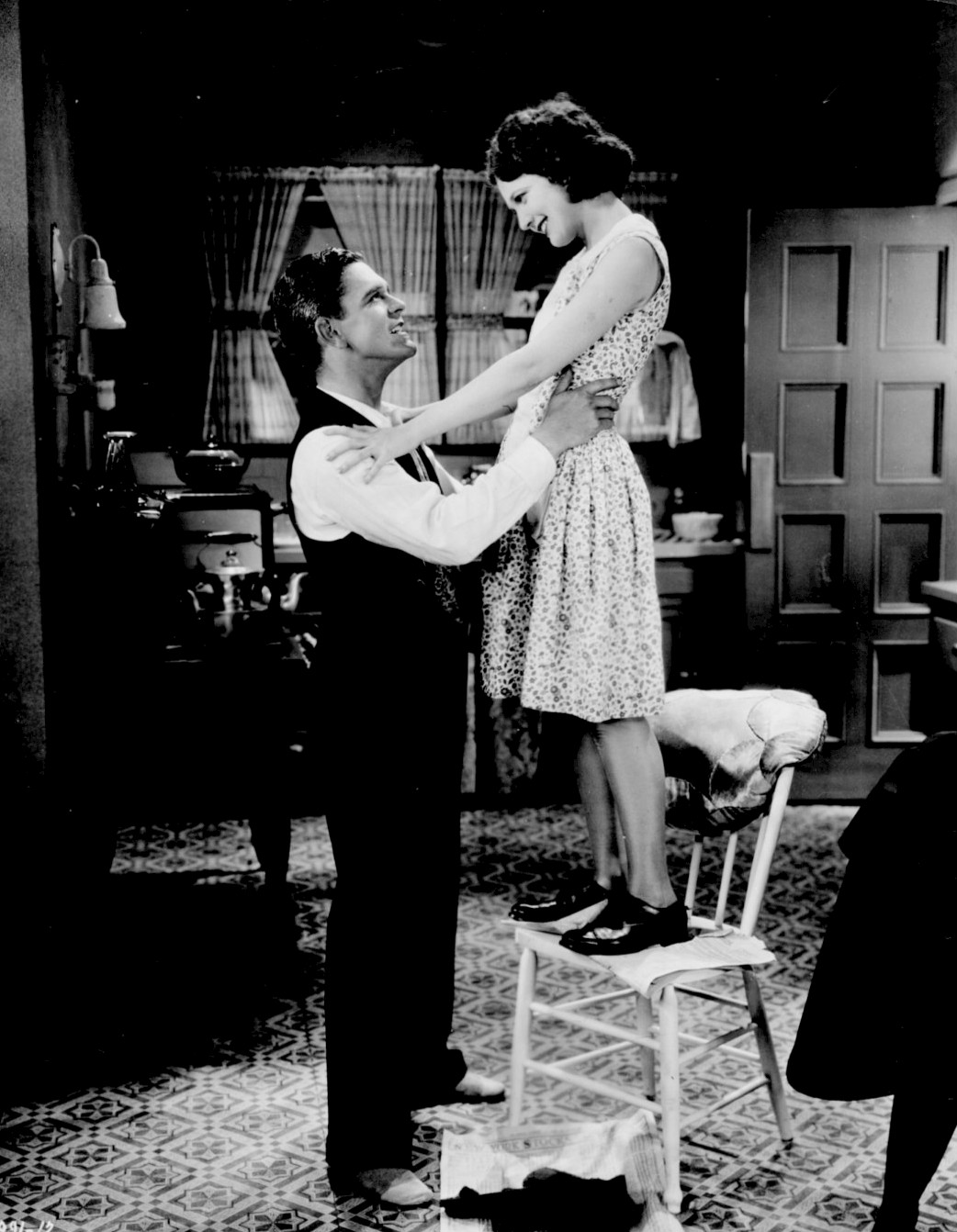
1929年『スキナーの昇給』のケネディとグレン・トライオン

- 1929 がらくた宝島 Barnum Was Right
- 1929 スキナーの昇給 Skinner Steps Out

### トーキー
- 1929 ブロードウェイ Broadway
- 1930 The Rampant Age
- 1930 Embarrassing Moments
- 1930 The King of Jazz
- 1930 Worldly Goods
- 1930 The Midnight Special
- 1931 浮気合戦 Stepping Out
- 1932 The Gay Buckaroo
- 1932 Lady with a Past
- 1932 Ghost Valley
- 1932 Come On, Tarzan
- 1932 全米軍 The All American
- 1932 The Red-Haired Alibi
- 1932 I Like It That Way
- 1933 地獄に笑う者 Laughter in Hell
- 1933 Emergency Call
- 1933 Easy Millions
- 1933 恋に賭けるな Don't Bet on Love
- 1933 I Love That Man (出演シーンカット)
- 1933 Arizona to Broadway
- 1933 Police Call
- 1933 The Big Chance
- 1933 Son of a Sailor
- 1934 ワンダー・バー Wonder Bar
- 1934 偽物紳士 Jimmy the Gent